# Oday Zahran
Oday Samir Zahran (1991. január 29. –) jordániai válogatott labdarúgó, a Shabab Al-Ordon hátvédje.

## Pályafutása

### A válogatottban
2012 és 2018 között 54 alkalommal játszott a jordán válogatottban, részt vett a 2010-es Ázsia-játékokon és a 2015-ös Ázsia-kupán.

## Statisztika

### A válogatottban
| Jordánia | Jordánia | Jordánia |
| Év       | Mérk     | Gólok    |
| -------- | -------- | -------- |
| 2012     | 2        | 0        |
| 2013     | 14       | 0        |
| 2014     | 13       | 0        |
| 2015     | 17       | 0        |
| 2016     | 3        | 0        |
| 2017     | 4        | 0        |
| 2018     | 1        | 0        |
| Összesen | 54       | 0        |